# Spyros Balomenos
Spyros Balomenos (griechisch Σπύρος Μπαλομένος; * 28. Februar 1979 in Athen/Griechenland) ist ein ehemaliger griechischer Handballspieler, der mittlerweile als Trainer tätig ist. Er ist 1,95 m groß.
Balomenos, der zuletzt für den österreichischen Verein Sparkasse Schwaz Handball Tirol spielte und für die griechische Männer-Handballnationalmannschaft auflief, wurde meist im linken Rückraum eingesetzt.

## Karriere
Spyros Balomenos debütierte für A.S. Ionikos Athen in der griechischen Liga. Auf Anraten seines Nationaltrainers Ulf Schefvert wechselte er 2002 nach Schweden, zunächst zu IF GUIF Eskilstuna, 2004 weiter zum Spitzenclub IK Sävehof. Dort wurde er 2005 schwedischer Meister sowie 2006 Vizemeister. 2006 schloss er sich der deutschen MT Melsungen an; dort erfüllte er jedoch nicht die Erwartungen und kam kaum noch zum Zuge, sodass er im Sommer 2008 zum HBW Balingen-Weilstetten wechselte. Im Juni 2009 unterschrieb er einen Vertrag beim TSV Dormagen. Nach einer Spielzeit in Dormagen wechselte er zum norwegischen Erstligisten IL Runar Sandefjord. Zur Saison 2011/2012 verpflichtete ihn der österreichische Erstligist Union Leoben. Nachdem Balomenos in der folgenden Saison für den griechischen Verein AEK Athen aufgelaufen war und die Meisterschaft gewonnen hatte, schloss er sich im Sommer 2013 dem österreichischen Erstligisten Sparkasse Schwaz Handball Tirol an. Im März 2014 wurde der Vertrag einvernehmlich aufgelöst.
Spyros Balomenos hat über 120 Länderspiele für die griechische Handballnationalmannschaft bestritten. Bei den Olympischen Spielen 2004 erreichte sein Land das Viertelfinale; bei der Handball-Weltmeisterschaft der Herren 2005 in Portugal belegte er den sechsten Platz.
Balomenos war nach seinem Karriereende als Co-Trainer bei AEK Athen tätig. Im April 2022 übernahm er das Traineramt des österreichischen Erstligisten Jags Vöslau. Im Sommer 2024 wechselte er zur HSG Graz.